# Edmond H. Fischer
Edmond Henri Fischer (Shanghai, 6 april 1920 – Seattle, 27 augustus 2021) was een Zwitsers-Amerikaans biochemicus. Hij won in 1992 samen met Edwin Krebs de Nobelprijs voor Fysiologie of Geneeskunde voor hun ontdekkingen over de reversibele fosforylering van eiwitten als biologisch regelmechanisme.

## Biografie
Fischer werd geboren in de Internationale Concessie van Shanghai, China, als zoon van de Fransman Oscar Fischer en Zwitserse Renée Tapernoux. Toen hij zeven jaar oud was, werden hij en zijn twee oudere broers naar een Zwitserse kostschool gestuurd vlak bij Vevey, de voormalige woonplaats van hun moeder. In zijn jeugd dacht Fisher er overna om een professioneel musicus te worden, maar uiteindelijk koos hij na de middelbare school voor een studie microbiologie. Hij kreeg echter het advies om scheikunde te gaan studeren. Fischer volgde zijn studie aan de Universiteit van Genève tijdens de Tweede Wereldoorlog. Hij studeerde in 1947 af met een Ph.D. in organische chemie.
In 1950 ging Fischer naar de Verenigde Staten voor postdoc-onderzoek. Hij zou aanvankelijk een baan krijgen bij Caltech, maar kreeg ook een positie aangeboden bij de Universiteit van Washington in Seattle. Hij koos voor die tweede optie.
Zes maanden na zijn aankomst in Seattle, begon Fisher zijn samenwerking met Ed Krebs die veertig jaar zou duren. Samen werkten ze aan glycogeenfosforylase. Ze definieerden een serie van reacties die leidden tot de activering of deactivering van dit enzym door middel van hormonen en calcium. Tijdens dit proces ontdekten ze reversibele eiwitfosforylering, de ontdekking die hen de Nobelprijs op zou leveren. Reversibele of omkeerbare fosforylering is een belangrijk mechanisme bij de regulering van verschillende biologische en chemische reacties in een cel, zoals groei en differentiatie. Ofwel, Fischer en Krebs hadden leven op cellulair niveau aangetoond; verstoringen in dit proces kunnen onder andere leiden tot kanker.
Tijdens de rest van zijn carrière bleef Fisher zich bezighouden met reversibele fosforylering, en de rol die het speelt bij verschillende cellulaire processen.
Hij werd 101 jaar oud.